# 拍崑崙站
拍崑崙站（音素換寫：S̄t̄hānī phrak̄honng，皇家轉寫：Sathani Phra Khanong，發音：[sā.tʰǎː.nīː pʰráʔ kʰā.nǒːŋ]）位於泰國的首都曼谷之孔提縣的素坤逸路之素坤逸七十一街（拍崑崙街）及拍喃四路鄰近的曼谷BTS（高架電車）之素坤逸線的一個車站，車站編號為E8。附近許多信奉伊斯蘭教的居民，有清真寺。

## 鄰近地點
- 素坤逸路
- 拍崑崙郵政局（Phra Khanong Post Office）
- 全家便利商店股份有限公司
- 泰華農民銀行
- 拍喃四路

## 外部連結
- 曼谷集體運輸系統（架空電車）的官方網站